# وليام كرابتري
وليام كرابتري (بالإنجليزية: William Crabtree )‏ (و. 1610 – 1644 م) هو عالم فلك، ورياضياتي من إنجلترا .
توفي في مانشستر، عن عمر يناهز 34 عاماً.

## التعليم
تعلم في مدرسة مانشستر للقواعد ‏